# Jackie Levy

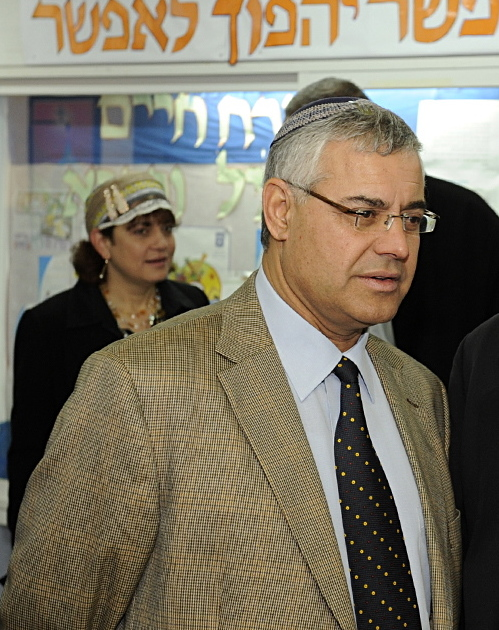
Jackie Levy

Jackie Levy, auch Jacky Levy (geboren am 28. Oktober 1960 in Bet Sche’an), ist ein israelischer Politiker (Likud). Er war von 2015 bis 2018 Abgeordneter der Knesset und stellvertretender Bauminister, bis er zum Bürgermeister von Bet Sche’an gewählt wurde.

## Leben
Levy wurde 1960 als zweites von zwölf Kindern des Politikers David Levy geboren. Nach seinem Wehrdienst bei den Israel Defense Forces wurde er Assistent des Bürgermeisters von Ramat Yishai. 1989 wurde er in den Stadtrat seiner Geburtsstadt gewählt und war von 1992 bis 1998 Stellvertreter des Bürgermeisters. 2002 wurde er zum Bürgermeister gewählt und hatte das Amt bis 2013 inne.
Bei der Parlamentswahl in Israel 2015 kandidierte er für den Likud auf Platz 18 der Liste und wurde in die Knesset gewählt. Am 14. Juni 2015 wurde er stellvertretender Bauminister im Kabinett Netanjahu IV.
2018 wurde Levy erneut zum Bürgermeister seiner Heimatstadt Bet Sche’an gewählt. Aus diesem Grund trat er von seinem Posten als stellvertretender Minister sowie als Abgeordneter der Knesset zurück.

## Privates
Levy ist verheiratet und hat sieben Kinder. Seine Schwester Orly Levy-Abekasis ist ebenfalls Politikerin.